# اوژن اسکریب
اوگوستان اوژن اسکریب (فرانسوی: Augustin Eugène Scribe‎؛ ‏ فرانسوی: [oɡystɛ̃ øʒɛn skʁib]؛ ‏ ۲۴ دسامبر ۱۷۹۱ – ۲۰ فوریهٔ ۱۸۶۱) نمایشنامه‌نویس، نویسنده و لیبرتو اهل فرانسه بود.
شهرت او بابت نگارش متن برخی «گرند اپراها» و همچنین به کمال رساندنِ سبکی در نمایش و تئاتر، موسوم به «نمایشنامه خوش ساخت» (pièce bien faite / well-made play) است که بیش از ۱۰۰ سال یکی از ارکان اصلی نمایش‌های محبوب و پرطرفدار بود.
او با جاکومو مایربر، جوزپه وردی، وینچنتزو بلینی، دانیل اوبر، فرانسوا-آدریان بوالدیو، گائتانو دونیزتی و جواکینو روسینی در خلق برخی اپراهایشان همکاری داشت.
از جمله فیلم‌هایی که از آثار او در آنها استفاده شده‌است، می‌توان به شهبانوی ناوارا، وجوه عشق، برادر شیطان و رؤیای عشق اشاره کرد.
وی همچنین برندهٔ جوایزی همچون لژیون دونور شده‌است.